# Hein Semke
Hein Semke (Hamburgo, 25 de Junho de 1899 – Lisboa, 5 de Agosto de 1995) foi um escultor e pintor alemão. 
Viveu a maior parte da vida em Portugal. 

## Biografia / Obra

Autorretrato, 1934-35

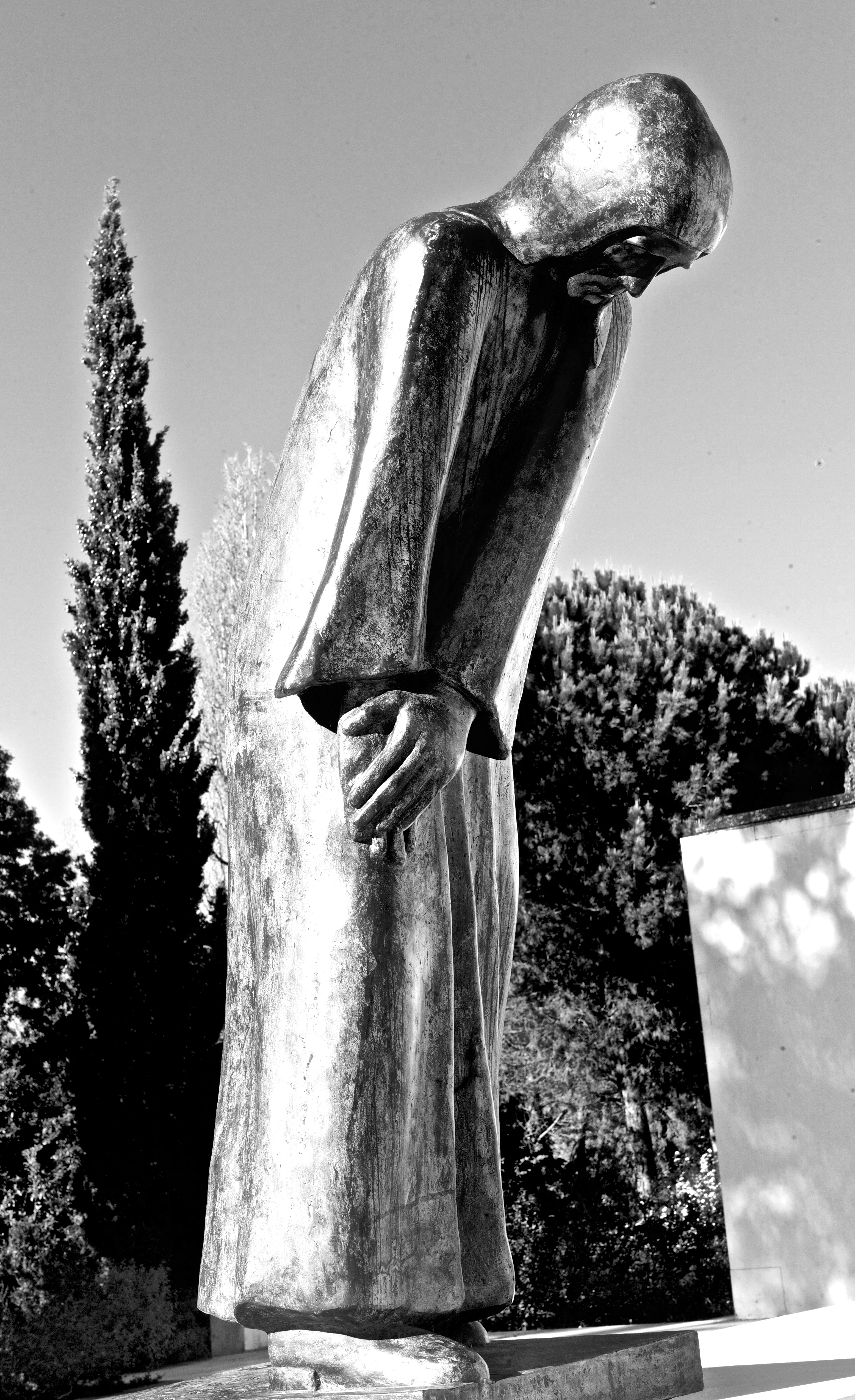
A Dôr (1934)

Estudou na Academia de Belas Artes de Hamburgo (1930-1931).  
Viaja pela primeira vez para Portugal em 1929, regressando a Hamburgo no ano seguinte. Em 1932 radica-se em Linda-a-Pastora (em 1949 passará a residir em Lisboa), participando nesse mesmo ano no Salão de Inverno da SNBA.
Nos anos seguintes torna-se presença regular em exposições colectivas de vulto da capital portuguesa: Galeria UP (1933); salões da SNBA (1933, 1934, 1938, etc.); Exposições de Arte Moderna do S.P.N./S.N.I. (1937, 1944, 1945, 1946, 1947, 1948, 1949); etc. Em 1940 participa na Exposição do Mundo Português e, mais tarde, na I e na II Bienal de S. Paulo, Brasil (1951, 1953).
A partir da década de 1940 prestou particular atenção ao trabalho em cerâmica (que apresentaria nas importantes exposições de Cerâmica Moderna do SNI), contribuindo para o "renascimento desta área em Portugal". Escultor, pintor, desenhador, ilustrador de álbuns próprios, "Semke fez parte da vida artística portuguesa à qual trouxe uma dimensão expressionista sem eco possível […]. Capaz de resolver eruditamente as formas, como no seu auto-retrato de 34, Semke exprimiu-se melhor em figuras e composições frustes em que um vago pensamento religioso e filosófico se traduz com fervor e alguma obsessão mística e erótica". 
Está representado em numerosas colecções particulares em Portugal e no estrangeiro (principalmente na Alemanha), nomeadamente: Museu do Chiado, Lisboa; Centro de Arte Moderna José de Azeredo Perdigão (Fundação Calouste Gulbenkian), Lisboa; Museu Nacional do Azulejo, Lisboa; Museu Nacional de Soares dos Reis, Porto; Museu de José Malhoa, Caldas da Rainha; etc. 
A sua obra foi mostrada na exposição antológica Hein Semke, 40 anos de actividade em Portugal, Fundação Calouste Gulbenkian, Lisboa (1972). Outras exposições individuais de relevo foram apresentadas no Museu Nacional do Azulejo (1991) e, já depois da morte do artista, no Museu de José Malhoa, Caldas da Rainha (1997). Em 2005 realizou-se uma exposição curada por Paulo Henriques que se repartiu por diversas instituições da capital (Museu do Chiado; Museu Nacional do Azulejo; Biblioteca Nacional; Museu Arpad Szenes - Vieira da Silva) onde estiveram expostos trabalhos de cerâmica, escultura, gravura e desenho.  
Foi condecorado com o oficialato da Ordem de Mérito da RFA, pelo presidente da RFA, 1978. Condecorado com a Ordem do Infante D. Henrique, Grau de Comendador, pelo Presidente da República, Mário Soares, em 1990. 